# Drymodes beccarii
L'usignolo di macchia papua (Drymodes beccarii Salvadori, 1876) è un uccello della famiglia dei Petroicidi endemico della Nuova Guinea.

## Tassonomia
Fino a poco tempo fa veniva considerato una semplice sottospecie dell'usignolo di macchia settentrionale, ma recenti studi genetici hanno dimostrato che si tratta di una specie a tutti gli effetti. Attualmente ne vengono riconosciute due sottospecie:
- D. b. beccarii Salvadori, 1876 (isole Aru e Nuova Guinea occidentale, meridionale e sud-orientale);
- D. b. nigriceps Rand, 1940 (Nuova Guinea centro-settentrionale e centrale).